# Evangelische Kirche (Wiązów)

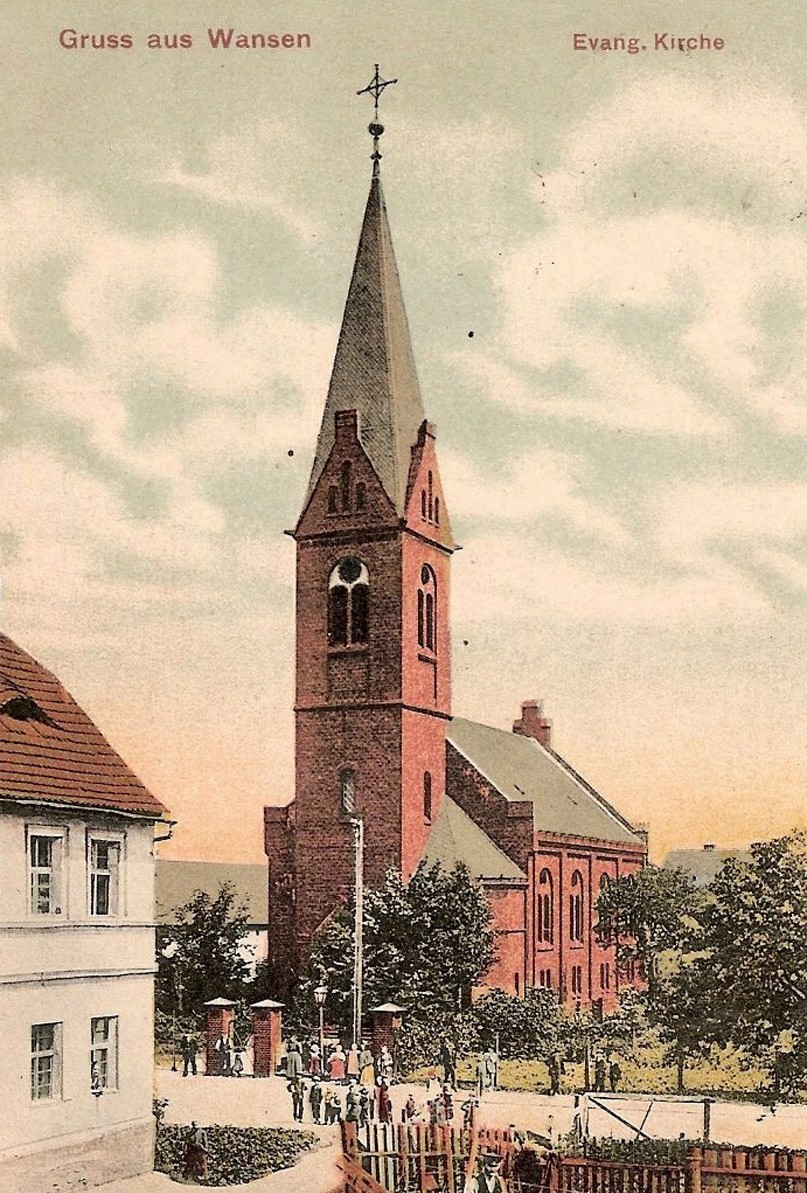
Evangelische Kirche um 1910

Die Evangelische Kirche (poln. Kościół ewangelicki) ist ein ehemaliges Kirchengebäude in der schlesischen Stadt Wiązów (deutsch Wansen). Die Kirche stand in der nordöstlichen Altstadt an der ul. Sikorskiego Władysława.

## Geschichte
Die evangelische Kirche wurde 1894 im nordöstlichen Ortskern aus Backstein erbaut.
Durch Kriegseinwirkung im Frühjahr 1945 wurde die Kirche beschädigt. 1946 wurde der Bau durch die zurückgekehrten Deutschen wieder instand gesetzt. Mit Vertreibung der deutschen Bevölkerung aus Wansen wurde die evangelische Kirche nicht mehr genutzt und verfiel zu einer Ruine. Der letzte deutsche Gottesdienst fand im August 1946 statt. Im Januar 1956 erfolgte der Abriss des ehemaligen evangelischen Gotteshauses. Die Steine wurde angeblich für den Wiederaufbau von Warschau genutzt.
Heute erinnert eine Marmortafel an den Kirchenbau. Die ehemalige Zaunanlage hat sich bis heute erhalten.